# Портнова Тетяна Володимирівна
Портнова Тетяна Володимирівна (нар. 1981, м. Дніпропетровськ, УРСР) — українська історикиня. Кандидатка історичних наук (2008), доцентка кафедри історіографії, джерелознавства та архівознавства Дніпровського національного університету імені Олеся Гончара.

## Біографія
Народилася у 1981 році в Дніпропетровську. Навчалася в дніпропетровській СШ № 9. Вищу освіту здобула у Дніпропетровському національному університеті імені Олеся Гончара (магістр історії з відзнакою, 2004). Протягом 2004—2007 років навчалася в історичній аспірантурі Дніпропетровського національного університету. У 2008 році захистила кандидатську дисертацію «Селянство в уявленнях української інтелігенції 60-80-х років XIX століття» (керівник проф. Олег Журба).
Від березня 2008 року працює доцентом історичного факультету Дніпровського національного університету, де викладає курси із інтелектуальної історії, сучасної історіографії, архівної справи та музеєзнавства.
У 2009—2010 році стала стипендіаткою Фонду Ярослава і Надії Михайчук в Українському науковому інституті Гарвардського університету.

## Творчий доробок
Дослідниця урбаністичної історії (публікації з різних аспектів минулого імперського Катеринослава і радянського Дніпропетровська, а також з історії мономіст Донбасу, символічного простору Умані тощо), інтелектуальної історії України ХІХ і ХХ століття (монографія про образи селянства в уявленнях інтелігенції, публікації про художні твори Олеся Гончара і Віктора Петрова-Домонтовича).
Разом із братом Андрієм Портновим є співавторкою публікацій в таких міжнародних інтелектуальних виданнях як «Ab Imperio», «Osteuropa», «Неприкосновенный запас», «Nowa Europa Wschodnia».

### Книги
- Ландшафти Донбасу / Праця, виснаження та успіх: промислові мономіста Донбасу. ред. І. Склокіна та В. Куліков. Львів, 2018, 43–70.

- Любити і навчати: селянство в уявленнях української інтелігенції другої половини ХІХ ст. Дніпропетровськ, 2016. — 238 с.

- Міське середовище і модернізація: Катеринослав середини ХІХ — початку ХХ ст. Дніпропетровськ, 2008. 104 с.

### Вибрані статті
- Ukrainische literarische Mythologien von Dnipro(petrovsk). Viktor Petrovs Bez gruntu und Oles` Hončars Sobor, in Thomas Grob, Anna Hodel, Jan Miluška (Hg.), Geschichtete Identitäten. (Post-)Imperiales Erzählen und Identitätsbildung im östlichen Europa. Wien — Köln — Weimar: Böhlau, 2020, s. 253—277. (у співавторстві з Андрієм Портновим)
- «Без почвы» Виктора Петрова и «Собор» Олеся Гончара: две истории украинской литературы ХХ века, Неприкосновенный запас, 02 (124) 2019, 116—133. (у співавторстві з Андрієм Портновим)
- Begeisterung und Abscheu. Die Bauernschaft und das bäuerliche Leben im ukrainischen Intellektuellendiskurs vom 19. Jahrhundert. bis Anfang des 21. Jahrhunderts, Magdalena Marszałek, Werner Nell, Marc Weiland (eds.): Über Land. Aktuelle literatur- und kulturwissenschaftliche Perspektiven auf Dorf und Ländlichkeit. Bielefeld: transcript, 2017. S. 235—257.
- Soviet Ukrainian Historiography in Brezhnev's Closed City: Mykola/Nikolai Kovalsky and His «School» at the Dnipropetrovsk University, Ab imperio, 2017, № 4. Pp. 265—291. (у співавторстві з Андрієм Портновим)
- Imperium przeciw Kozakom? Jekaterynosław-Dniepropetrowsk w poszukiwaniu początków miasta, Wśród ludzi, rzeczy i znaków. Krzysztofowi Pomianowi w darze. Red. Andrzej Kołakowski, Andrzej Mencwel, Jacel Migasiński, Paweł Rodak, Małgorzata Szpakowska. Warszawa: Wydawnictwa Uniwersytetu Warszawskiego, 2016. S. 447—462. (у співавторстві з Андрієм Портновим)
- Столица застоя? Брежневский миф Днепропетровска, Неприкосновенный запас, 2014, 5 (97). С. 71–87. (у співавторстві з Андрієм Портновим)
- The Ukrainian «Eurorevolution»: Dynamics and Meaning, Ukraine after Euromaidan: Challenges and Hopes. Viktor Stepanenko and Yaroslav Pylynskyi (eds.) Bern: Peter Lang, 2015. Pp. 59–72. (у співавторстві з Андрієм Портновим)
- Die Dynamik der ukrainischen "Eurorevolution, " Religion & Gesellschaft in Ost und West, 2014, 5–6. Ss. 10–13. (у співавторстві з Андрієм Портновим)
- Die ‘jüdische Hauptstadt der Ukraine’. Erinnerung und Gegenwart in Dnipropetrovsk, Osteuropa. Oktober 2012. Pp. 25-40. (у співавторстві з Андрієм Портновим)
- Profession oblige: в пошуках професійного кодекса історика, Харківський історіографічний збірник, 2012, Вип. 11. С. 169—177.
- Селянин і цивілізація: взаємодія міської та сільської культур в українській думці другої половини ХІХ ст., Київська старовина, 2011, 2. С. 47–54.
- Der Preis des Sieges. Der Krieg und die Konkurrenz der Veteranen in der Ukraine, Osteuropa, Mai 2010. S. 27–41. (у співавторстві з Андрієм Портновим)
- Nikt nie jest zapomniany? Uwagi o weteranach Drugiej Wojny Światowej w postradzieckiej Ukrainie, Nowa Europa Wschodnia, 2010, 6. S. 27–34.

### Переклади
- Федевич К. К. Галицькі українці у Польщі. 1920—1939 рр. (Інтеграція галицьких українців до Польської держави у 1920–1930-ті рр.) Київ, 2009.
- Педрик Кені. Карнавал революції. Центральна Європа 1989 року. Київ: Критика, 2006. (разом із Андрієм Портновим).
- Нові перспективи історіописання /За ред. Пітера Берка. Київ: Ніка-Центр, 2004. (разом із Андрієм Портновим).